# Paul Reckzeh
Paul Reckzeh (geboren 4. November 1913 in Berlin; gestorben 31. März 1996 in Hamburg) war ein deutscher Arzt und jener Gestapo-Spitzel, der Ende 1943 die Mitglieder des Solf-Kreises der Verfolgung durch den Volksgerichtshof auslieferte. Reckzeh wurde 1950 bei den Waldheimer Prozessen zu 15 Jahren Zuchthaus verurteilt und lebte später als Arzt in der DDR.

## Ausbildung
Paul Reckzeh wurde als Sohn des Medizinprofessors Paul Reckzeh geboren. Zum 1. Mai 1933 trat er der NSDAP bei (Mitgliedsnummer 2.878.897). Er studierte von 1933 bis 1939 Medizin. Nach der Promotion 1940 war er als Assistenzarzt im Krankenhaus Birkenwerder, bei der Reichsärztekammer und im Reichsministerium für die besetzten Ostgebiete tätig. 1944 arbeitete er als Stabsarzt in der Organisation Todt. Seit Juni 1943 war er der Gestapo-Spitzel „Robby“ unter dem Kriminalbeamten Herbert Lange. In dessen Auftrag fuhr Reckzeh im August 1943 in die Schweiz, um dort Kontakte der deutschen Emigranten zu den Alliierten auszuforschen.

## Denunziation des Solf-Kreises
Mit dem Namen „Solf-Kreis“ wird eine lose Gruppe von Gegnern des Nationalsozialismus bezeichnet, die untereinander bekannt waren und die sich unregelmäßig bei privaten Einladungen trafen. Das Vertrauen der Menschen untereinander führte dazu, dass sie über die politischen Zustände im „Dritten Reich“ offen sprachen. Teilnehmer am Solf-Kreis waren zum Teil in aktive Widerstandshandlungen von anderen Gruppen eingebunden.
Über eine persönliche Empfehlung, die Reckzeh sich bei deutschen Emigranten in der Schweiz holte, bekam er eine Einladung zu einer der Tee-Gesellschaften des Solf-Kreises bei Elisabeth von Thadden am 10. September 1943. Teilnehmer waren neben Thadden und Reckzeh unter anderem Hanna Solf, Kiep, Zarden und Hilger van Scherpenberg.

„Bezüglich der geführten Unterhaltungen führte ich in dem dann später an Lange abgegebenen Bericht an, daß sich der größte Teil der bei der Teegesellschaft versammelten Personen mit dem Gedanken befasste, das damals herrschende Regime zu stürzen.“

Reckzeh fuhr im September nochmal in die Schweiz, übergab einen Brief Thaddens an Friedrich Siegmund-Schultze und hatte dort Kontakt zum früheren Reichskanzler Joseph Wirth und über diesen wiederum zu Franz Halder. Mitglieder des Solf-Kreises wurden von Vertrauten aus dem Forschungsamt Görings gewarnt, dass sie telefonisch überwacht wurden. Dennoch wurden sie enttarnt und viele von ihnen hingerichtet.

## Verurteilung in der DDR
Nach Kriegsende wurde Reckzeh am 10. Mai 1945 wegen seiner Gestapo-Mitarbeit durch das SMERSch verhaftet, kam zunächst ins Speziallager Nr. 6 in Frankfurt (Oder), was im September 1945 nach Jamlitz verlegt wurde. 1946 ermittelte die Justizverwaltung der SBZ gegen Reckzeh und Lange, gab die Unterlagen aber wieder an die sowjetischen Behörden zurück. Reckzeh blieb bis 1950 ohne Prozess, nun im Speziallager Mühlberg und dann im Speziallager Buchenwald interniert. Er wurde schließlich an das DDR-Innenministerium zur Aburteilung übergeben und als „Spitzel und Denunziant, der die Einleitung von Verfahren zum Schaden anderer wegen ihrer politischen Gegnerschaft herbeigeführt“ habe, angeklagt. Am 3. Juni 1950 wurde Reckzeh von der Kleinen Strafkammer des Landgerichts Chemnitz im Zuge der Waldheimer Prozesse zu 15 Jahren Zuchthaus verurteilt.
Aus der Begründung des Urteils:

„Abfällige Äußerungen von Nichtfaschisten meldete er weiter, insbesondere das Abhören feindlicher Sender. Wiederholt musste der Angeklagte als Zeuge in politischen Prozessen auftreten. Aufgrund seiner Angaben wurden dann sehr oft hohe Strafen verhängt.“

Aus Reckzehs Aussagen vor Gericht:

„Es war zur Durchführung meiner Aufgabe erforderlich, daß ich auch hier wieder mich antinazistisch gebärdete, was im Prinzip auch meiner inneren Einstellung entsprach.“

„Ich habe ständig unter dem seelischen Druck einer Bedrohung durch den Kriminalrat Lange gestanden und viel zu große Angst vor ihm gehabt, um etwas Falsches zu berichten oder die Berichte zu färben. Ich mußte immer annehmen, daß ich überwacht werde.“

„Zur anderen Seite mag bezüglich meiner freiwilligen Berichte auch das schon von mir erwähnte Geltungsbedürfnis eine Rolle gespielt haben, indem ich, wahrscheinlich unterbewußt handelnd, dem Lange zeigen wollte, was ich für ein Mann sei.“

„Ich glaube, daß durch die Länge der Inhaftierung, 7 Jahre, und durch die Schwere des in den einzelnen KZ-Lagern Erlebten, meine Schuld gesühnt ist …“

„Ausserdem war das Verhalten der betroffenen Personen nach den damaligen Gesetzen strafbar. Ich bereue mein Verhalten sehr, und habe während meiner wirklich schweren Haft erkannt, dass die von mir bespitzelten Personen offenbar doch dem Vaterlande dienen wollten, und in ihrem Sinne Idealisten waren.“

## Arzt in der DDR
Nach siebeneinhalb Jahren Haft wurde Reckzeh im Oktober 1952 amnestiert und sollte nun als Arzt im Gesundheitswesen der DDR arbeiten, er setzte sich jedoch nach West-Berlin ab. Dort erstrebten Überlebende und Angehörige der Opfer einen Haftbefehl und eine Anklage, die aber zunächst daran scheiterte, dass Reckzeh durch die Waldheimer Prozesse schon in dieser Sache verurteilt worden war (ne bis in idem). Das Westberliner Kammergericht erklärte 1954 die Waldheimer Urteile in einer Grundsatzentscheidung für nichtig. Als somit das Prozesshindernis ausgeräumt war, setzte sich Reckzeh am 24. März 1955 wieder in die DDR ab und bat dort um Asyl. Dort wurde er als Verfolgter des Klassenfeindes nicht ausgeliefert, sondern bis 1958 als Oberarzt  am Kreiskrankenhaus Perleberg und danach als leitender Arzt an der Poliklinik des VEB Schwermaschinenbau Heinrich Rau beschäftigt.
In der DDR versuchte das Antifa-Komitee 1964 beim Ministerium für Staatssicherheit ein Berufsverbot in der DDR zu erwirken, der Antrag wurde aber abgelehnt. Reckzeh wurde von der DDR auch vor Nachforschungen des deutsch-kanadischen Historikers Peter Hoffmann geschützt. Darüber hinaus wollte die Staatssicherheit Reckzeh als IM gewinnen, um Berichte über Kollegen zu erhalten.
Im Jahr 1978 verriet er seine Tochter Barbara an das MfS, als diese nach Hamburg fliehen wollte.

## Wiederaufnahme des Verfahrens
Nach dem Fall der Mauer strebte Irmgard Ruppel, Tochter von Arthur Zarden, eine Wiederaufnahme des Verfahrens gegen Paul Reckzeh wegen Beihilfe zum Mord an Elisabeth von Thadden und Otto Kiep an, die Staatsanwaltschaft nahm daher 1991 die Ermittlungen von 1954 wieder auf, stellte diese aber 1993 wegen Verjährung ein.
Im Mai 2007 nahm Irmgard Ruppel während ihres Besuches in Deutschland über ihre damalige Anwältin Alice Haidinger Kontakt zum Bundesarchiv auf und bot ihre Sammlung von Unterlagen zur Wiederaufnahme des Verfahrens gegen Paul Reckzeh wegen Beihilfe zum Mord an Elisabeth von Thadden und Otto Kiep an. Diese Unterlagen werden dort seitdem als Biografische Sammlung BSG 7 Irmgard Ruppel verwahrt.

## Schriften
- Untersuchungen über die Erythrozytenzahlen im menschlichen Blut, Berlin, Med. Diss., 1940, Stralsund 1940.